# Air - I custodi del risveglio
Air - I custodi del risveglio (Air), noto anche come Air - I custodi del sonno, è un film del 2015 scritto e diretto da Christian Cantamessa. È una pellicola di fantascienza post apocalittica con protagonisti Norman Reedus e Djimon Hounsou, distribuita il 14 agosto 2015 negli Stati Uniti.

## Trama
In un non ben precisato futuro, la terra è diventata inabitabile per il genere umano e la sua atmosfera irrespirabile. Gli unici sopravvissuti vivono in bunker sotterranei in uno stato di sonno criogenico in attesa di ripopolare la superficie quando il livello di tossicità dell'aria permetterà di nuovo la vita.